# Prosopocera aspersa
Prosopocera aspersa là một loài bọ cánh cứng trong họ Cerambycidae.